# Kronin
Kronin (Duits: Alt Krönau; 1897-1945: Krönau; Pools 1945-1950: Kronowo) is een plaats in het Poolse district  Elbląski, woiwodschap Ermland-Mazurië. De plaats maakt deel uit van de gemeente Pasłęk en telt 120 inwoners.